# Pôle universitaire guyanais

Le Pôle universitaire guyanais (ou PUG) est un campus universitaire de l'Université de Guyane, situé à Cayenne sur le site de Trou Biran. Ce campus est à l'origine de la création d'un tout nouveau quartier de la ville de Cayenne, le quartier Hibiscus. 

## Historique
Le Pôle universitaire guyanais est un Groupement d'intérêt public qui a pour but le développement de l'enseignement supérieur et de la recherche en Guyane. Les membres sont l'université des Antilles et de la Guyane et l'École supérieure du professorat et de l'éducation de la Guyane.
La première tranche est livrée pour la rentrée 2009. C'est tout d'abord l'IUFM de Guyane qui s'y installe, suivi l'année d'après par l'université qui déménage en grande partie du campus Saint-Denis à Cayenne où était regroupé la majorité des composantes du pôle Guyane de l'université Antilles-Guyane. Fruit du contrat de projets État-région 2000-2006, le projet a couté 75 millions d'euros pour la première tranche, et dépassera les 100 millions d'euros pour la deuxième tranche.

## Les composantes[4]
- IESG : Institut d'enseignement supérieur de la Guyane[5]
Enseignements académiques et professionnels dans les domaines suivants : Science technologie santé (STS), Lettres et sciences humaines (STH), Sciences économiques et de gestion (SEG), Humanités (H) et Droit et sciences politiques (DSP)
- IUT : Institut universitaire de technologie : Génie électrique et informatique industrielle, Technique de commercialisation, Réseaux et télécommunications, Carrières sociales, Génie civil et construction durable
- ÉSPÉ : École supérieure du professorat et de l'éducation de la Guyane
- L'Unité de formation régionale des sciences médicales de la Guyane